# Автошлях Т 2548
Автошля́х Т 2548 — автомобільний шлях територіального значення у Чернігівській області. Пролягає територією Сновського району через Сновськ — Єліне. Загальна довжина — 24,3 км.

## Маршрут
Автошлях проходить через такі населені пункти:
| Автошлях Т 2548      |              |
| Чернігівська область |              |
| Сновський район      |              |
| Сновськ              | Т 2512Т 2518 |
| Єнькова Рудня        |              |
| Тур'я                |              |
| Лука                 |              |
| Млинок               |              |
| Єліне                |              |